# Адонис
Адо́нис (др.-греч. Ἄδωνις, от финик. ʾadōnī «мой господин»; также связывался с ἁδονά «удовольствие», «чувственное наслаждение») — в древнегреческой мифологии — по наиболее популярной версии — сын Кинира от его собственной дочери Смирны; либо сын Кинира и Метармы; либо (по Гесиоду) — Феникса и Алфесибеи; либо (по Паниасиду) Фианта и его дочери Смирны.
Адонис славился своей красотой: в него влюбляется богиня любви Афродита. Его также называют возлюбленным Диониса. Был пастухом и охотником на зайцев. Похвала муз охоте вдохновила его стать охотником.

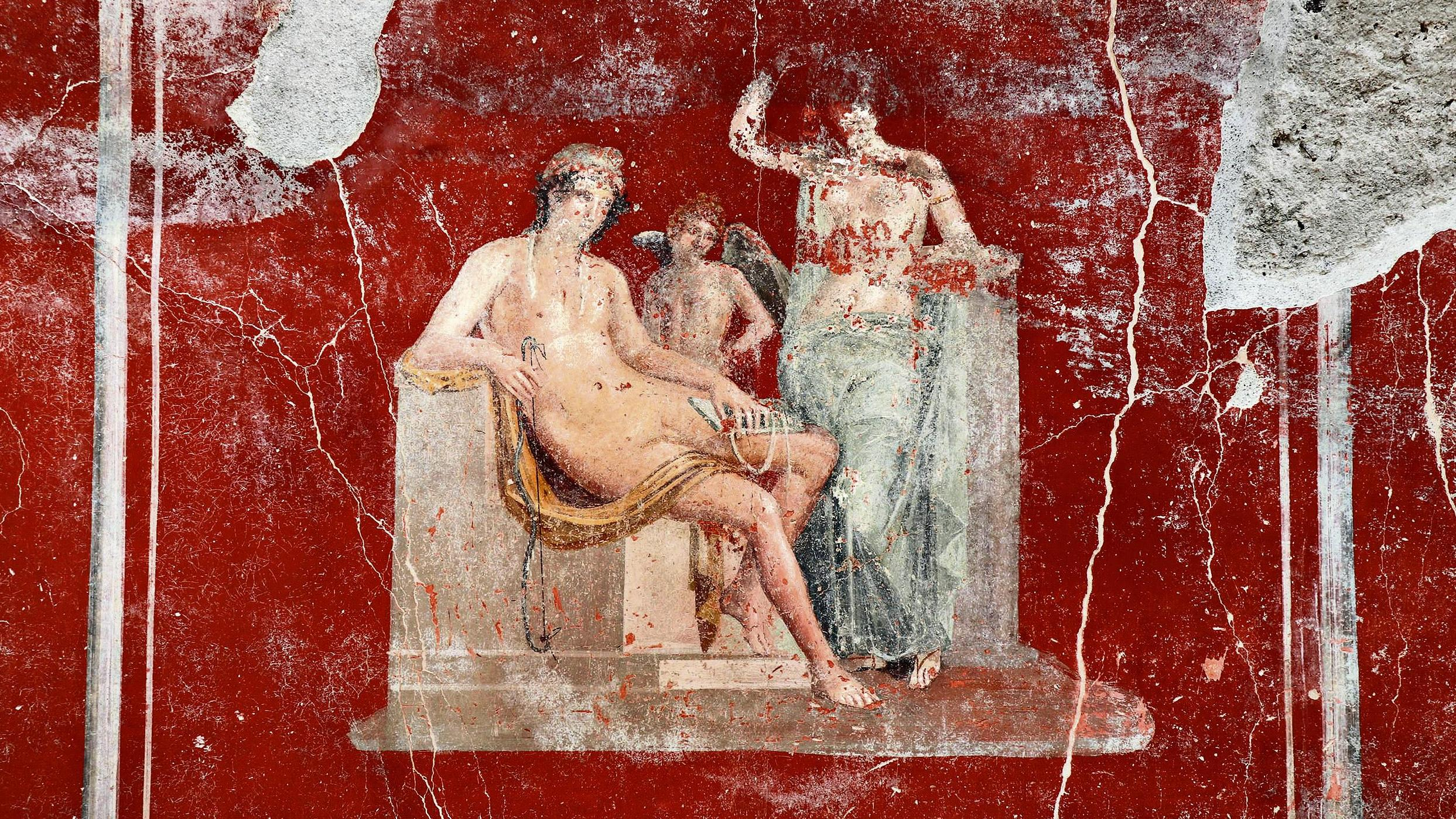
Адонис, Купидон и Венера, античная фреска из Помпей

Ему посвящён город Библ. Отец Берои. Согласно Харету из Митилены, детьми Афродиты и Адониса были Гистапс и Зариадр.

## Смерть

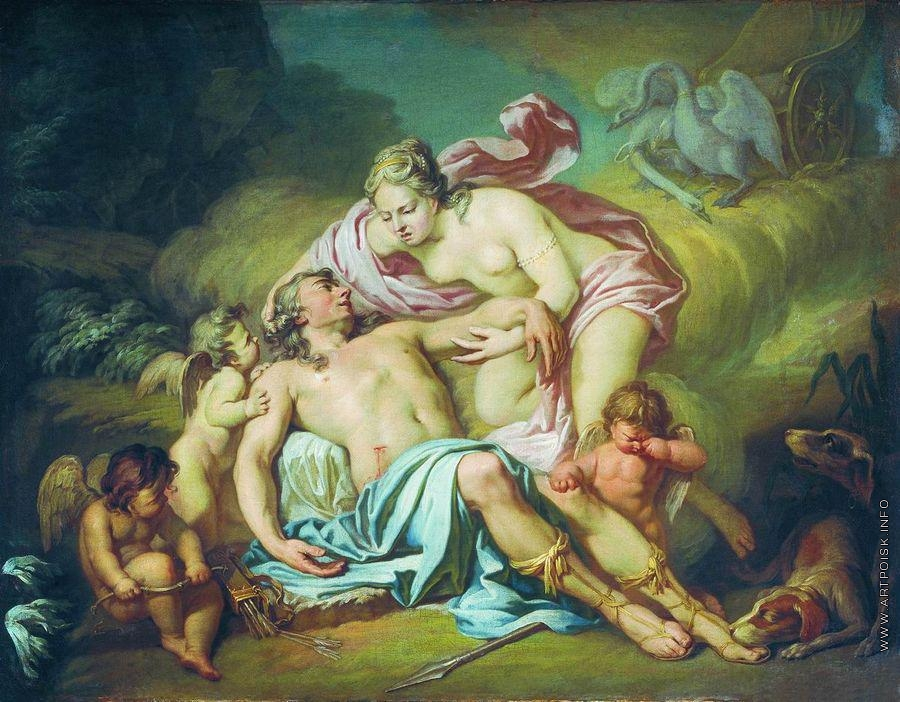
А. П. Лосенко. «Смерть Адониса». 1764

Афродита оплакивает его, убитого в юности на охоте вепрем, который ударил его клыком в бедро на Идалийской горе. По одной версии, в вепря превратился Арес, любовник Афродиты; по другой, Адонису отомстила отвергнутая им Персефона; или это произошло вследствие гнева Артемиды.
Афродита прятала его труп в латуке. По воле Афродиты он вернулся из подземного царства, превращён в цветок анемон; либо из крови Адониса возникли розы, а из слёз Афродиты анемон.
Существует рассказ о том, что Афродита передала младенца Адониса на воспитание Персефоне, которая не пожелала потом с ним расстаться. Афродита и Персефона судились из-за Адониса, и Каллиопа рассудила, что они должны владеть им по половине года.

## Культ Адониса
У финикийцев Адонис (Адон в финикийской мифологии) — юный воскресающий бог весны, олицетворение ежегодного умирания и оживления природы. В Древней Греции праздник Адониса в середине лета справлялся два дня: в первый праздновалось его сочетание с Афродитой, как символ весеннего расцвета и воскресения, другой день был посвящён плачу по умершему богу, символизирующему увядание природы. Аргосские женщины оплакивали его.
Древние люди считали, что благодаря Адонису расцветали цветы весной и зрели плоды летом, зимой же природа оплакивала ушедшего бога. Также в его честь назван род растений. В знак причастности к культу чарующего красотой бога Адониса женщины стали выращивать цветы в глиняных горшках, которые называли «садами Адониса».
Орфики отождествляли его с Дионисом.
В западносемитской мифологии отождествлялся с Таммузом.
Сторонники мифологической школы отождествляли образ мифа об Адонисе с Иисусом Христом.

## В литературе и искусстве
Действующее лицо трагедии Дионисия Сиракузского «Адонис».
Судьба Адониса — одна из любимых тем античной поэзии: его воспевала Сапфо, у Феокрита (песнь в честь Адониса), Биона, Овидия (любовь Венеры и Адониса в «Метаморфозах»); в новой поэзии встречается у Шекспира (поэма «Венера и Адонис»); у Пушкина («прелестный баловень Киприды… мой Адонис» и «К Юрьеву»); у Майкова («Альбом Антиноя») и других.
Адониев стих в античной поэзии возник, как считается, в гимнах на смерть Адониса.
В Государственном Эрмитаже хранится скульптура «Гибель Адониса».

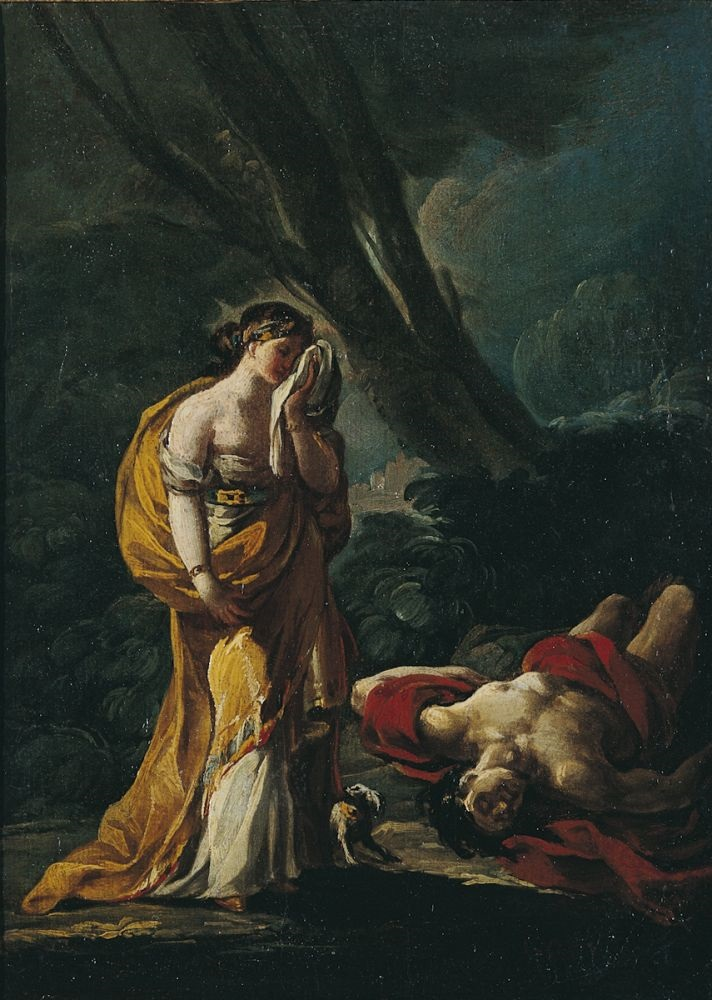
Франсиско Гойя. Венера и Адонис. 1771. Музей Сарагосы. Сарагоса
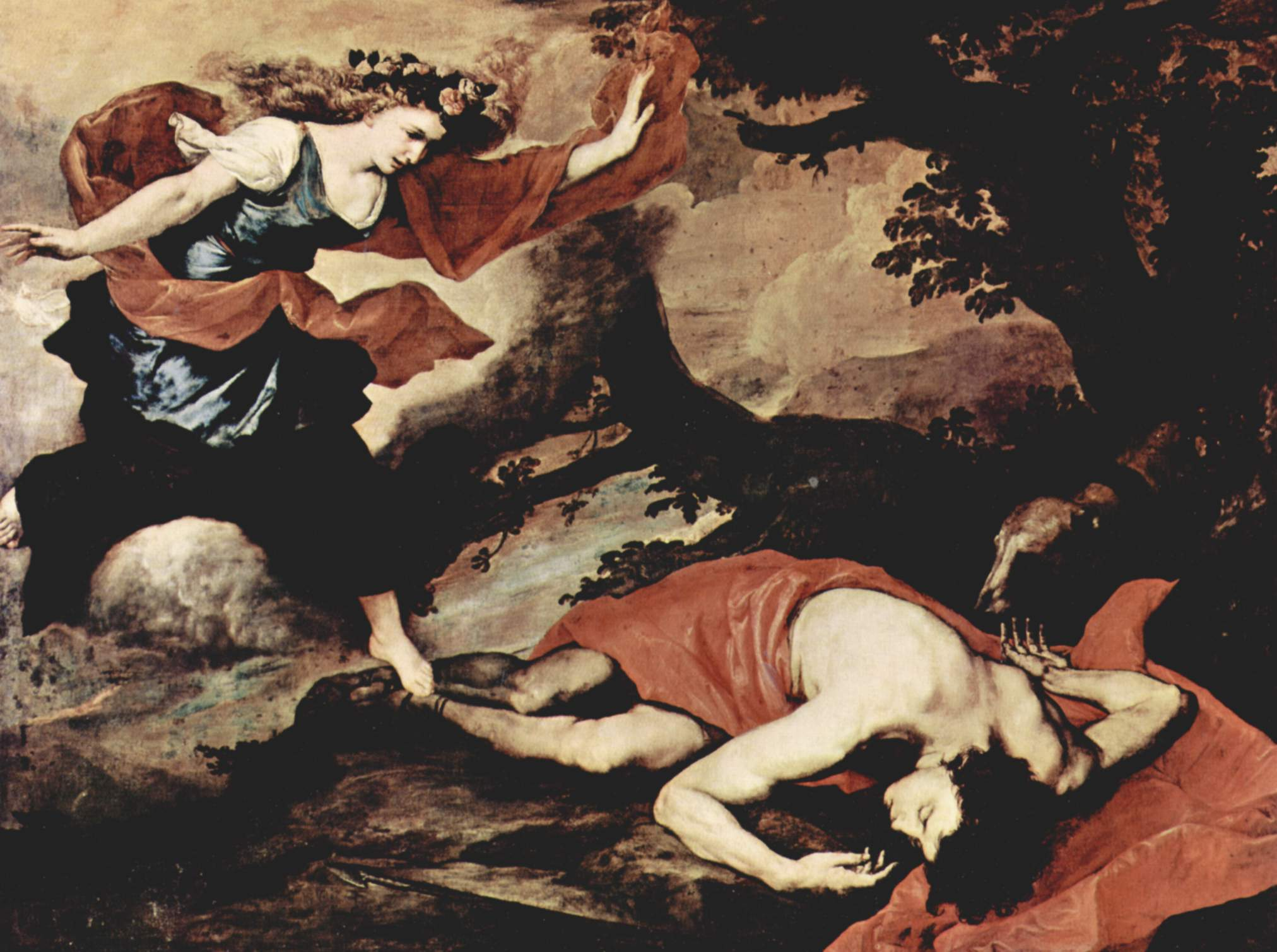
Хосе де Рибера. Адонис и Афродита. 1637. Национальная галерея палаццо Корсини. Рим
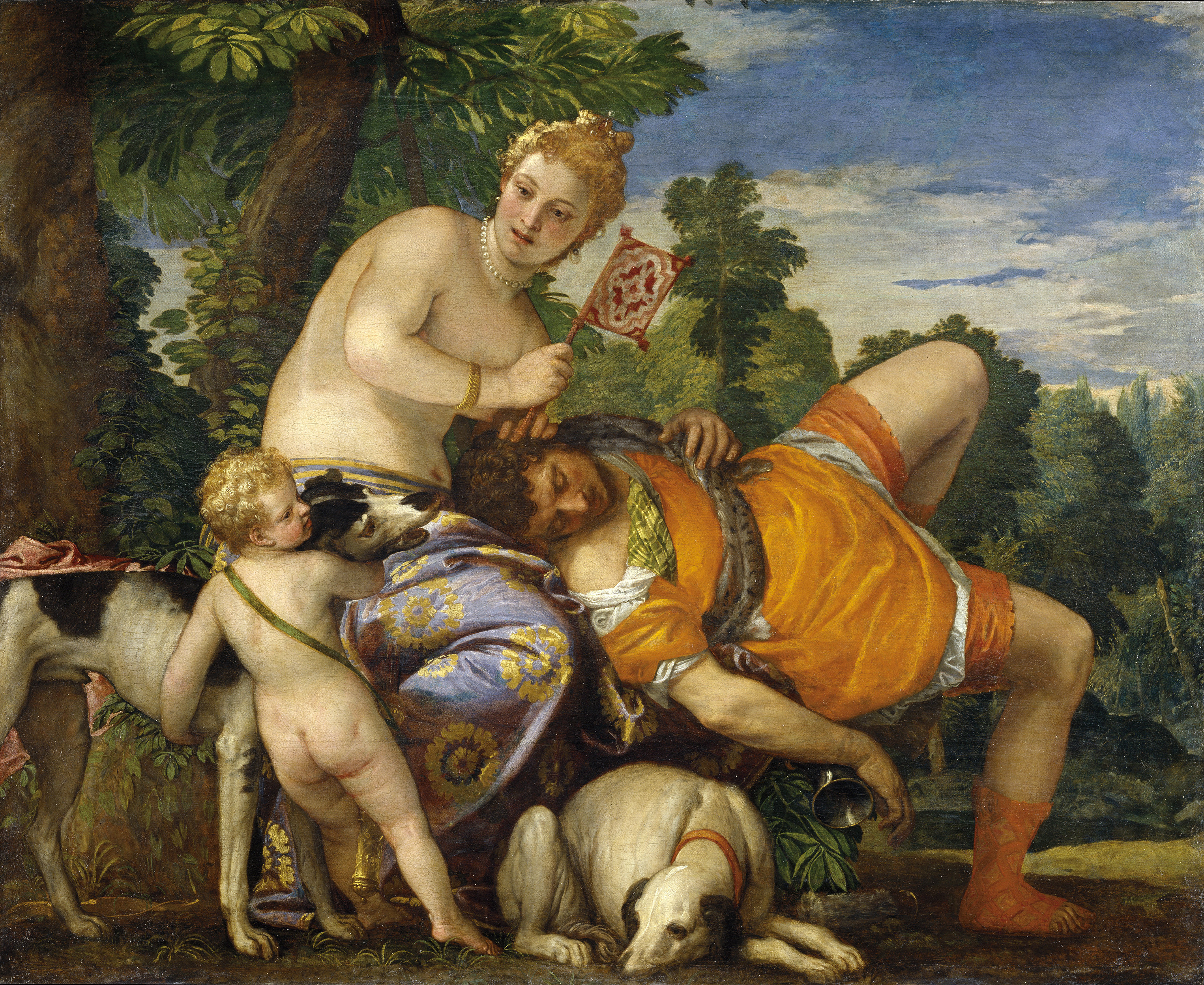
Паоло Веронезе. Венера и Адонис. 1580. Музей Прадо. Мадрид
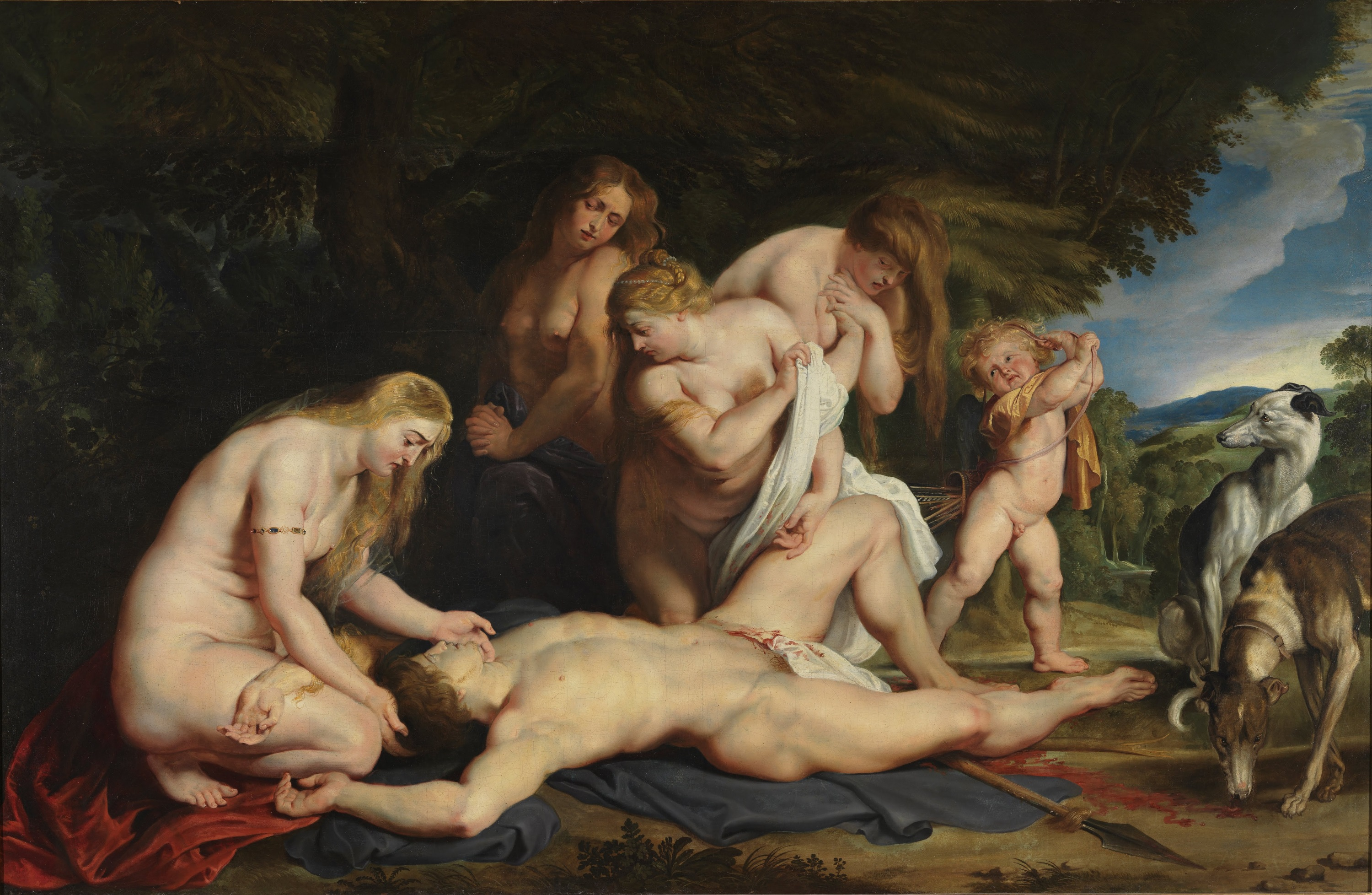
Питер Пауль Рубенс. Смерть Адониса. 1614. Израильский музей. Иерусалим
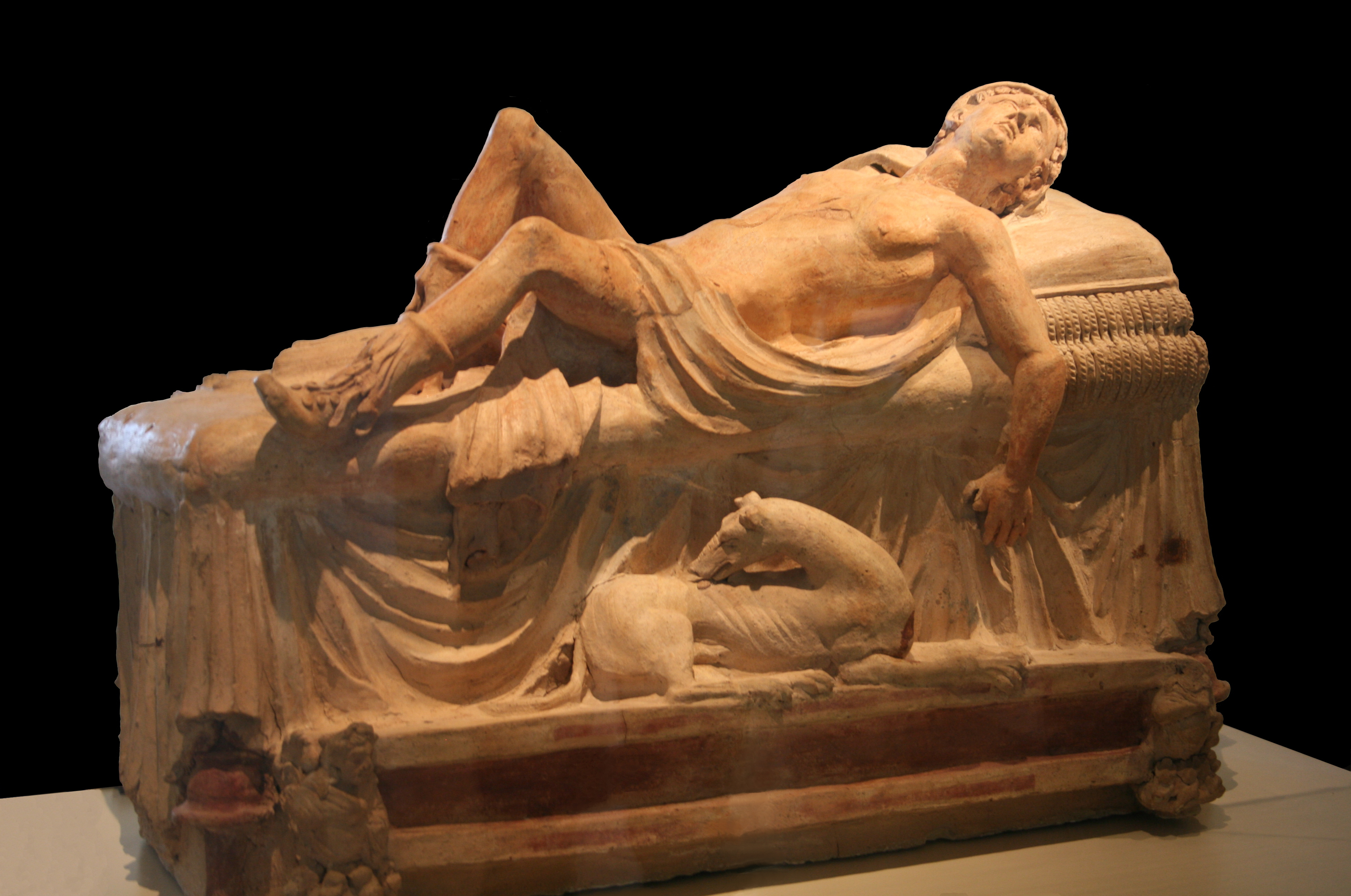
Гибель Адониса. Григорианский этрусский музей (Ватикан).

## В астрономии
В его честь названы астероид (2101) Адонис и линия Адонис на спутнике Юпитера Европе.